# Еліз Доджсон
Еліз Доджсон (26 серпня 1945 , Нью-Йорк, Нью-Йорк  — 23 жовтня 2018 , Лондон ) — директор міжнародної програми Театру для молоді Royal Court.
Координаторка театральних постановок на Кубі, в Нігерії, Мексиці, Росії, Бразилії та Індії. 
Редакторка п’яти антологій міжнародної драматургії та кількох збірок п’єс. 
Лауреатка премії лондонського театру Young Vic (2004 рік). 
Член Ордену Британської імперії (за внесок у «розвиток міжнародної театральної сцени і молодих драматургів за кордоном»).